# Lviv Railways
Lviv Railways (en ukrainien : Львівська залізниця, est une société de chemin de fer régionale ukrainienne qui a son siège social à Lviv. Elle est une composante de la société Ukrzaliznytsia et existe depuis 1861

## Histoire

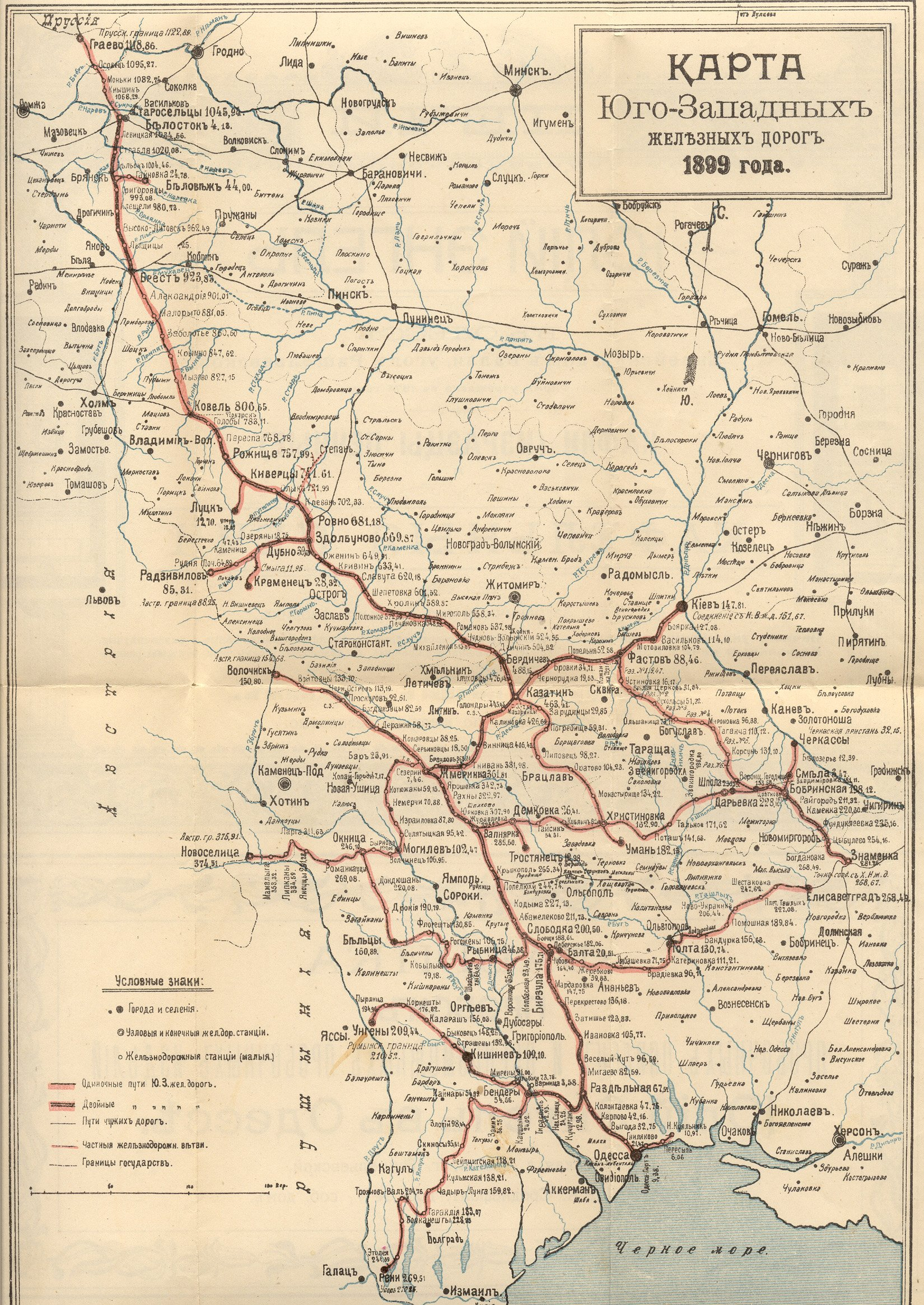
Chemin de fer en 1899.

La première ligne de chemin de fer reliait  Przemyśl à Lviv par des fonds privés, 98 kilomètres sous la conduite de Leon Ludwik Sapieha de la Ligne de chemin de fer de Karl Ludwig ensuite nationalisée par la Compagnie des chemins de fer de l'État autrichien. En 1871 la ligne se connectait avec celle des chemins de fer russes, reliant ainsi Odessa à Hambourg. Avec la création du Royaume de Galicie et de Lodomérie en 1892 trois directorat furent créés : Kraków, Lwow et Stanislawow. Avant la Première Guerre mondiale le réseau faisait 2 676 km de long.
En 2008 la compagnie exploitait 4 521 km de voies dont 3 207 km sont électrifiés surtout sur la ligne Chop à Lviv. La société exploite aussi 354 gares.